# Második nyelv
A második nyelv fogalmának két fő értelmezése van. Az egyik az angol és az amerikai szociolingvisztikából származik. E szerint második nyelv egyszerűen az a nyelv, amelyet időrendben az első, azaz az anyanyelv után sajátítják el. Más értelmezés szerint a második nyelv fogalma az idegen nyelv fogalmába tartozik abban az értelemben, hogy más, mint az anyanyelv, de az általános értelemben vett idegen nyelvtől különleges társadalmi és esetleg jogi státuszában különbözik.
A második nyelv általános vonásaként a hasznossága tekintendő arra, hogy beszélője beilleszkedhessen egy olyan többségi csoportba, amely nyelve más, mint az övé, de a második nyelv nagyon különböző aspektusokat mutat egyrészt attól függően, hogy milyen a beszélőjének a helyzete, és hogy mennyire szükséges számára a második nyelv, másrészt attól az országtól vagy régiótól függően, amelyben használja.
Más sajátos vonása a második nyelvnek az, hogy tanulója rendszerint oktatási intézményben sajátítja el, és abban az országban vagy régióban használja, amelyben tanulja.

## A második nyelv helyzetei
Második nyelv például bevándorlók számára annak az országnak vagy régiónak a többségi, esetleg hivatalos nyelve, amelyben letelepednek. Elsajátítása lényeges az ottani társadalomba való beilleszkedéshez, és siker esetén a betelepedettek kétnyelvűségéhez vezet, de ahhoz is vezethet, hogy már a következő nemzedékük elveszíti az anyanyelvét.
Őshonos nemzeti kisebbség esetében olyan országban, amely többségi és hivatalos nyelve más mint a kisebbségi nyelv, a második nyelv úgyszintén nagyon szükséges a kisebbségiek társadalmi sikeréhez, beleértve országos szinten.
Különleges helyzetek vannak például egy olyan országban, mint Kanada, ahol két hivatalos nyelv van, az angol és a francia. Itt a második nyelv különféle mértékekben szükséges. Azon bevándorlók számára, akik nyelve más, az angol vagy a francia mint második nyelv lényeges. A Québec tartományban élő angol ajkúak számára a francia második nyelvként az ottani francia ajkú társadalomba való beilleszkedés tényezője, de nem nélkülözhetetlen. A Québec-en kívül élő angol ajkúak számára a francia nem lényeges, de ismerete fontos társadalmi és szakmai előnnyel jár.
Olyan országok is vannak, ahol az egységes és hivatalos nyelv második nyelve a lakosság nagy többségének. Ez például több fekete-afrikai volt francia gyarmatnak az esete. Ezekben sok olyan idiómát beszélnek, amelyek közül egyik sem lett egységes és hivatalos nyelv, és ezt a funkciót a francia nyelv tölti be. Ilyenek Benin, Niger, Togo stb.
Más a helyzete egy olyan második nyelvnek, mint például a francia, olyan országokban, ahol más a hivatalos nyelv. Ilyen néhány észak-afrikai arab ország és Libanon, amelyek valamikor francia fennhatóság alatt voltak. Ezekben a második nyelv a társadalmi felemelkedéshez szükséges. Bár nincs semmiféle jogi státusza, ezekben az országokban a francia, az arab nyelv mellett, az oktatás, a művelődés és a sajtó nyelve.